# Van Hool A13
De Van Hool A13 is een type stadsbus van de Belgische fabrikant Van Hool en is de opvolger van de Van Hool A360. Dit type bus heeft twee verschillende aandrijvingen, namelijk elektrisch (A13 Batterij) en waterstof (A13 Fuel Cell). Na de faillissement van Van Hool in 2024 en de overname door VDL Bus & Coach ging de A13 uit productie.

## Uitvoeringen
| Typeaanduiding         | A13 Batterij        | A13 Fuel Cell       |
| ---------------------- | ------------------- | ------------------- |
| Bouwjaren              | 2022-2024           | 2022-2024           |
| Carrosserie            | Van Hool            | Van Hool            |
| Totale lengte          | 13 525 mm           | 13 525 mm           |
| Totale breedte         | 2 550 mm            | 2 550 mm            |
| Totale hoogte          | 3 400 mm            | 3 400 mm            |
| Wielbasis              | 5 400 mm + 1 690 mm | 5 400 mm + 1 690 mm |
| Vooroverbouw           | 2 825 mm            | 2 825 mm            |
| Achteroverbouw         | 3 610 mm            | 3 610 mm            |
| Instaphoogte           | 320 tot 340 mm      | 320 tot 340 mm      |
| Staphoogte             | 2 300 mm            | 2 300 mm            |
| Max aantal zitplaatsen | 47                  | 47                  |

## Inzetgebieden
| Bedrijf    | Aantal     | Series      | Type       | Jaar        | Inzet                                             | Opmerking                                                                                                   |            |
| Denemarken | Denemarken | Denemarken  | Denemarken | Denemarken  | Denemarken                                        | Denemarken                                                                                                  | Denemarken |
| ---------- | ---------- | ----------- | ---------- | ----------- | ------------------------------------------------- | --- | ---------- |
| Tide Bus   | 67         | 6000 - 6066 | A13 LF E   | 2022 - 2023 | Aalborg                                           | |            |
| Nederland  |            |             |            |             |                                                   | |            |
| Qbuzz      | 56         | n.n.b.      | A13 LE E   | 2024        | HOV-lijnen (Snelbuzz en R-net) Zuid-Holland Noord | Zouden in dienst komen op 15 december 2024. Bestelling is geannuleerd na de overname van Van Hool door VDL. |            |